# Пекло Олександр Михайлович
Олександр Михайлович Пекло (1952—2023) — український зоолог і еколог, орнітолог, музейний діяч, полярник, кандидат біологічних наук (1981), старший науковий співробітник Національного науково-природничого музею НАН України. Автор близько 100 наукових праць, зокрема 8 монографій і довідників та статей у провідних міжнародних журналах, в тому числі у «Journal of Animal Ecology». Брав участь у створенні другого видання Червоної книги України (1994) та визначника «Птахи фауни України» (2002). Учасник Третьої Української антарктичної експедиції (1998—1999). Зібрав суттєву частину орнітологічної колекції Зоологічного музею ННПМ і є автором 4 опублікованих каталогів цієї колекції.

## Життєпис
У 1975 році закінчив Кубанський державний університет і почав працювати лаборантом одночасно навчаючись в аспірантурі у відділі Зоологічного музею Інституту зоології АН УРСР, згодом залишився працювати у цьому підрозділі (з 1996 року у складі ННПМ). У 1981 році захистив кандидатську дисертацію про мухоловок фауни СРСР. У 1987 році також на цю тему опублікував монографію «Мухоловки фауны СССР». Брав участь у багатьох зоологічних експедиціях по Україні, Білорусі, Росії (зокрема на Далекий Схід), у Азербайджан, Казахстан, Туркменію, Узбекистан, Таджикистан (зокрема Памір), Киргизію, відвідував В'єтнам, Уругвай, Аргентину, Чилі, Велику Британію.
Із січня 1998 року по березень 1999 року брав участь у Третій Українській антарктичній експедиції, працював в Антарктиді на станції «Академік Вернадський». У 2004 році також працював на станції в Антарктиді. За результатами антарктичних експедицій опублікував зокрема монографію «Птицы Аргентинских островов и острова Питерман» (2007). Зібрав суттєву частину орнітологічної колекції Зоологічного музею ННПМ, був її куратором і опублікував 4 каталоги цієї колекції у 1997, 2002 і 2008 роках.

## Деякі найважливіші публікації

### Монографії та довідники
- Пекло А. М. 1987. Мухоловки фауны СССР [Архівовано 1 квітня 2016 у Wayback Machine.]. — Киев: Наукова Думка. — 180 с.
- Червона книга України. Тваринний світ / Ред.: М. М. Щербак. — Київ: Українська енциклопедія, 1994. — 464 с. (автор 7 нарисів)
- Пекло А. М. 1997. Каталог коллекций Зоологического музея ННПМ НАН Украины. Птицы. Вып. 1. Неворобьиные — Non-Passeriformes (Пингвинообразные Sphenisciformes — Журавлеобразные Gruiformes). — Киев: ННПМ. — 156 с.
- Пекло А. М. 1997. Каталог коллекций Зоологического музея ННПМ НАН Украины. Птицы. Вып. 2. Неворобьиные — Non-Passeriformes (Ржанкообразные Charadriiformes — Дятлообразные Piciformes). — Киев: ННПМ. — 236 с.
- Пекло А. М. 2002. Каталог коллекций Зоологического музея ННПМ НАН Украины. Птицы. Вып. 3. Воробьинообразные — Passeriformes (Tyrannidae, Hirundinidae, Dicruridae, Oriolidae, Corvidae, Cracticidae, Paradoxornithidae, Timaliidae, Campephagidae, Pycnonotidae, Cinclidae, Troglodytidae, Mimidae, Muscicapidae, Bombycillidae, Ptilogonatidae, Laniidae, Sturnidae, Meliphagidae, Zosteropidae, Vireonidae, Coerebidae, Parulidae, Ploceidae, Viduidae, Estrildidae, Icteridae, Thraupidae, Fringillidae). — Киев: ННПМ. — 312 с.
- Фесенко Г. В., Бокотей А. А., за участі: Костюшина В. А., Пекла О. М., Стойловського В. П. 2002. Птахи фауни України. — Київ: УТОП. — 416 с.
- Пекло А. М. 2007. Птицы Аргентинских островов и острова Питерман. — Кривой Рог: Минерал. — 264 с.
- Пекло А. М. 2008. Каталог коллекций Зоологического музея ННПМ НАН Украины. Птицы. Вып. 4. Воробьинообразные — Passeriformes (Alaudidae, Motacillidae, Prunellidae, Sylviidae, Regulidae, Paridae, Remizidae, Sittidae, Tichodromadidae, Certhiidae, Aegithalidae, Passeridae, Emberizidae). — Киев: ННПМ. — 410 с.
- Пекло А. М.  2016. Каталог коллекций Зоологического музея ННПМ НАН Украины. Птицы. Оологическая коллекция. Вып. 1. Неворобьинообразные — Non-Passeriformes. — Киев. — 214 с.
- Пекло А. М.  2018. Каталог коллекций Зоологического музея Национального научно-природоведческого музея НАН Украины. Птицы. Оологическая коллекция. Вып. 2. Воробьинообразные — Passeriformes / Черновцы: Друк арт. — 224 с.

### Статті
- Пекло А. М., Ломадзе Н. Х., Бахтадзе Г. Б., Казаков Б. А., Тильба П. А. 1978. Экология мухоловки малой — Ficedula parva parva (Bechst.) (Aves, Muscicapidae) на Северо-Западном Кавказе [Архівовано 1 квітня 2019 у Wayback Machine.] // Вестник зоологии. 5: 21-27.
- Пекло А. М., Смогоржевский Л. А. 1980. Материалы по питанию мухоловок (Passeriformes, Muscicapidae) юга Советского Дальнего Востока [Архівовано 1 квітня 2019 у Wayback Machine.] // Вестник зоологии. 2: 17-27.
- Пекло А. М., Сопыев О. С. 1980. Сорокопутовый свиристель (Hypocolius ampelinus) (Aves, Bombycillidae) — гнездящийся вид фауны СССР [Архівовано 1 квітня 2019 у Wayback Machine.] // Вестник зоологии. 3: 47-52.
- Пекло А. М. 2001. Материалы по видовому составу и количественному распределению птиц в проливе Дрейка и на сопредельных акваториях в марте 1998 г. // Вісник Національного науково-природничого музею. 132—137.
- Møller A.P., Mousseau T.A., Milinevsky G., Peklo A., Pysanets E., Szép T. 2005. Condition, reproduction and survival of barn swallows from Chernobyl // Journal of Animal Ecology. 74: 1102—1111.
- Møller A.P., Hobson K.A., Mousseau T.A., Peklo A.M. 2006. Chernobyl as a population sink for barn swallows: Tracking dispersal using stable-isotope profiles // Ecological Applications. 16, 5: 1696—1705.
- Mlikovsky J., Peklo A.M. 2012. Type specimens of birds in the collection of the National Museum of Natural History, National Ukrainian Academy of Sciences, Kiev, Ukraine [Архівовано 1 квітня 2019 у Wayback Machine.] // Journal of the National Museum (Prague), Natural History Series. 181, 2: 5-13.